# 区长
區長指区政府的行政長官。最初是1920年代，国民政府设置的县辖区的行政长官。1929年，《縣組織法》第二十八條规定“區置區公所，設區長一人，管理區自治事務。”1949年两岸分治后，中华民国已无县辖区，中华人民共和国仅余南山区。目前，在中华人民共和国行政体系中，区长是市辖区的行政长官。

## 中华人民共和国
在中国大陆，区长是一个区人民政府的最高领导人。市辖区一般是直辖市或地级市下一级的行政区划。因此，区长低于直辖市或地级市的市长，与县长和县级市的市长平级，而高于乡长和镇长。浦东新区和滨海新区因行政地位较高，区长高配为副省部级官员。
区长与从省长至镇长的各级地方行政首长类似，由地方各级人民代表大会通过差额选举产生。地方各级人民代表大会在一定条件下，可提出本级人民政府行政首长的罢免案。因为中国大陆行政体制为党国体制，实行党领导一切。区长在本级的中国共产党地方委员会中一般兼任常务委员，党内职务多仅次于区委书记:61—62。所以，区长在本区行政区的地位次于区委书记。
罕见的县辖区的行政长官也称为区长，其地位则与其他乡镇的乡镇长平级、本区下辖乡镇的乡镇长高一级。

## 中華民國
中華民國行政區劃中直轄市及省轄市下分為區，每區皆設有區長，一般由市長指派，與民選之鄉、鎮、縣轄市長不同。李登輝擔任總統時曾研議將鄉、鎮、縣轄市長改為由縣長指派；而馬英九在1998年競選臺北市市長時，曾經提過區長直選的政見，但皆未實現。

為因應2010年中華民國縣市改制直轄市後，部分山地鄉改制為直轄市轄區後，不再具有地方自治團體身分之問題，《地方制度法》於2014年修法，原先由各縣山地鄉改制的直轄市山地原住民區，重新恢復地方自治團體身分，2014年12月25日後即由民選區長擔任，並且需具有臺灣原住民身份，以及民選區民代表（不限原住民身分，漢人亦可參選之）。